# Мемориальное еврейское кладбище

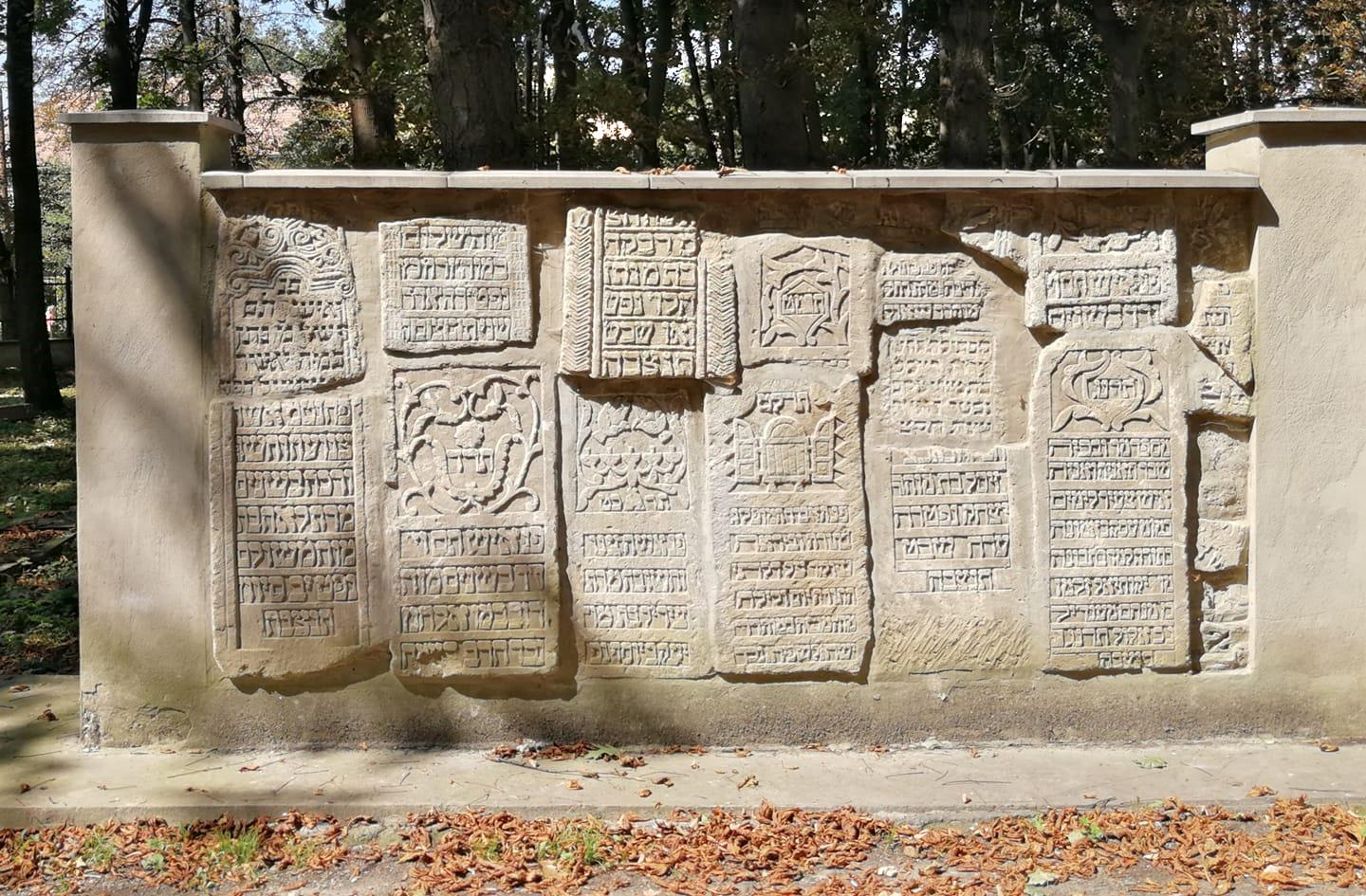

Мемориальное еврейское кладбище — восстановленное древнее еврейское кладбище в Коломые (Ивано-Франковская область). Кладбище расположено на земельном участке площадью 1,4 га в разбитом на месте кладбища в советское время городском сквере на перекрестке улиц Чехова и Петлюры.
В Коломые сохранилось ещё два еврейских кладбища на ул. Лермонтова и на ул. Бандеры (в советское время частично застроено стадионом школы № 4, а после независимости Украины застроено и автозаправкой).

## Историческая справка
В 1569 году еврейская община Коломыи (120 человек) получила участок под кладбище. Позднее, когда община разрослась, в 1616 году, королевская комиссия приказала коломыйскому старосте Петру Корыцинскому выделить место для синагоги. В Коломые похоронено семь цадиков (святых), шесть из которых — на кладбище по улице Оренштайна. К сравнению, в Умани, куда ежегодно ездят много паломников похоронен только один такой святой.
В советское время для предания забвению еврейского кладбища, здесь был разбит небольшой парк. Само кладбище с советских времён практически разрушено. В 1990-е годы по решению горсовета № 86 «О предоставлении земельных участков предприятиям и организациям города» данный участок был определён как «территория мемориального кладбища». В связи с этим Коломыйской еврейской религиозной общине было разрешено благоустройства территории мемориального кладбища.
В 1995 году, после решения горсовета № 86 «О предоставлении земельных участков предприятиям и организациям города» был проведён сбор пожертвований от различных организаций. По проекту кладбище будет освещено, высажены деревья, асфальтированные дороги будут заменены на брусчатку. Это сделано и для того, чтобы облегчить жизнь жителей ул. Леонтовича, которые смогут идти через обустроенный и освещённый в ночное время парк. Кладбище станет мемориальным комплексом с небольшим «стенами памяти» — мемориальными конструкциями с размещёнными в них сохранившиеся фрагменты надгробных плит. Эти плиты оказались в плачевном состоянии, советский строй за дефицитом всего использовал их на мощение улиц. Плиты были разнесены по всему городу. К примеру, при разрушении 17 августа 1990 года памятника В. Ленину под ним были обнаружены могильные плиты еврейского кладбища. Облагороженное Мемориальное еврейское кладбище планируется к открытию с 10 января 2017 года.
Кладбище многократно подвергалось атакам антисемитов. В 2013 году вандалы сломали памятный знак на месте расстрела евреев в годы нацистской оккупации.
В ночь на 19 сентября 2015 года (в первый шаббат нового года по еврейскому календарю) вандалы подожгли молитвенный павильон-часовню на могиле уроженца Коломыи праведника Гиллеля Боруха Лихтенштейна (главного раввина Коломыи с 1863 по 1887 год; его имя занесено в свитки памяти святых Коломыи, изданные в 1914 году раввином города рабби Тумимом). Огонь потушили милиционеры. Вандалы также срезали и украли кованую калитку с ограды кладбища. Срезанные ворота вандалы погрузили в грузовик и уехали. Милиция квалифицировала правонарушение по ст. 194 Уголовного кодекса Украины (умышленное уничтожение или повреждение имущества) и открыла уголовное производство. Восстановление сооружения обошлось в 50 тысяч гривен. В советское время до постройки небольшой часовенки на могиле праведника Гиллеля Боруха его могила представляла из себя небольшой холмик. Но и тогда к ней ходили паломники.
В ночь на 4 ноября 2015 года в 3 часа ночи вандалы-антисемиты подожгли молитвенный павильон цадика Гиллеля Боруха Лихтенштейна. Огонь нанёс существенный ущерб сооружению.
26 декабря 2015 года группа антисемитов в количестве четырёх особей ломами разбили около сорока надгробных плит.
13 января 2016 года антисемиты опять попытались поджечь молитвенный павильон-часовню на могиле праведника цадика Гиллеля Боруха Лихтенштейна. Однако, знания химии вандалов оставило желать лучшего, и зажигательная смесь не загорелась. Перед очередной попыткой поджога преступники сорвали и украли четыре камеры наблюдения.